# 上都賀総合病院
上都賀総合病院（かみつがそうごうびょういん、Kamitsuga General Hospital）は、栃木県鹿沼市にある医療機関。上都賀厚生農業協同組合連合会（JAかみつが厚生連）が運営する病院である。栃木県災害拠点病院（DMAT）、地域がん診療連携拠点病院。

## 診療科
- 内科
- 内分泌代謝内科
- 神経内科
- 呼吸器内科
- 消化器内科
- 循環器内科
- リウマチ膠原病内科
- 精神科
- 心療内科
- 小児科
- 外科
- 整形外科
- 形成外科
- 脳神経外科
- 呼吸器外科
- 皮膚科
- 泌尿器科
- 産婦人科
- 眼科
- 耳鼻咽喉科
- 病理診断科
- リハビリテーション科
- 放射線科
- 麻酔科
- 救急科
- 歯科口腔外科

## 沿革
出典
- 1935年（昭和10年）
  - 7月 - 有限責任購買利用組合 上都賀病院開設、病床40、診療科は内科、小児科、外科、産婦人科、耳鼻咽喉科。
  - 10月 - 結核病棟50床増設（全90床）
- 1936年（昭和11年）8月 - 南摩村出張診療所開設、診療科は内科と外科（昭和37年閉鎖）
- 1937年（昭和12年）5月 - 板荷村出張診療所開設、診療科は内科と外科（昭和41年閉鎖）
- 1943年（昭和18年）11月 - 西方村出張診療所開設、診療科は内科と外科（昭和30年閉鎖）
- 1949年（昭和24年）8月 - 東大芦出張診療所開設、診療科は内科と外科（昭和41年閉鎖）
- 1950年（昭和25年）
  - 8月 - 西方村に西方分院開設（後に西方病院として独立）[3]
  - 10月 - 小来川診療所開設、診療科は内科と外科（昭和45年閉鎖）
- 1952年（昭和27年）
  - 8月 - 上日向診療所開設、診療科は内科と外科（昭和37年閉鎖）
  - 9月 - 病棟増築し50床増床（全病床数：140床）
- 1957年（昭和32年）7月 - 病棟増築し95床増床（全病床数：235床）
- 1961年（昭和36年）3月 - 病床85床増床（全病床数：320床）
- 1965年（昭和40年）7月 - 総合病院承認
- 1968年（昭和43年）12月 - 第2病棟竣工、65床増床（全病床数：385床）
- 1975年（昭和50年）3月 - 上都賀総合病院に名称変更
- 1990年（平成2年）10月 - 人工透析センター竣工
- 1993年（平成5年） - MRI棟竣工
- 2010年（平成22年）3月 - 栃木県DMAT指定病院に指定、がん診療連携拠点病院に指定
- 2014年（平成26年）2月 - 栃木県認知症疾患医療センターの指定
- 2016年（平成28年）3月 - ヘリコプター離着陸施設完成

ほか

## 医療機関の指定等
- 保険医療機関
- 国民健康保険療養取扱機関
- 労災保険指定病院
- 母体保護法指定病院
- 生活保護法指定病院
- 養育医療指定病院
- 精神保健福祉法指定病院
- 結核予防法指定病院
- 原子爆弾被爆者一般疾病医療取扱病院
- 身体障害運動療法指定病院
- 指定自立支援医療機関

## その他の施設認定
- 日本医療機能評価機構（3rdG:Ver.1.1）認定病院
- 千葉大学医学部附属病院臨床研修施設認定
- 筑波大学附属病院臨床研修施設認定
- 獨協医科大学病院医療連携協力施設
- 自治医科大学附属病院医療連携協力施設
- かぬま子育て応援企業認定

## 関連施設
- かみつが保育園
- 訪問看護ステーションひばり
- 老人保健施設かみつが
- 在宅介護支援センターかみつが
- 鹿沼中央地域包括支援センター

## 交通アクセス
出典
- 東武日光線新鹿沼駅またはJR日光線鹿沼駅
  - 両駅より鹿沼市民バス（リーバス）のうち南押原線を除く各線[5]で「上都賀病院前」バス停下車